# El Gosco
El Gosco är en ort i Mexiko.   Den ligger i kommunen Tenango de Doria och delstaten Hidalgo, i den sydöstra delen av landet, 140 km nordost om huvudstaden Mexico City. El Gosco ligger 1 689 meter över havet och antalet invånare är 143.
Terrängen runt El Gosco är bergig åt nordost, men åt sydväst är den kuperad. Runt El Gosco är det ganska tätbefolkat, med 230 invånare per kvadratkilometer. Närmaste större samhälle är San Bartolo Tutotepec, 9,0 km nordost om El Gosco. I omgivningarna runt El Gosco växer i huvudsak blandskog.